# Torrent Project
O Projeto Torrent ou Torrent Search Project era um mecanismo de meta-pesquisa de arquivos torrent, que consolida links de outras páginas populares de hospedagem de torrents, como o ExtraTorrent .  Foi sugerido como uma alternativa para o site Torrentz.eu e o KickassTorrents, agora fechado,  e seu índice inclui mais de 8 milhões de arquivos torrent, e diz-se que ele possui uma interface muito limpa e simples.  Além de permitir arquivos torrent de filmes populares, ele também carrega conteúdo produzido por si próprio.  O URL torrentproject.com fazia parte de uma decisão do Supremo Tribunal do Reino Unido de 2014, que ordenou que fosse bloqueado.  Possui uma API que permite que a função de pesquisa seja integrada aos aplicativos  e o site de notícias TorrentFreak sugeriu permitir a transmissão no futuro  e adotou o plug-in Torrents Time . 
O site está em funcionamento desde 4 de setembro de 2017.  Não está claro se o TorrentProject retornará ou se foi encerrado permanentemente. 